# Las aventuras de Hijitus
Las aventuras de Hijitus es una serie de televisión de dibujos animados argentina, creada en 1967 por el dibujante y animador hispano-argentino Manuel García Ferré. Fue la primera serie de animación argentina destinada al mercado televisivo, y ha sido considerada el mayor éxito en la historia del dibujo animado del país.
La serie fue emitida por primera vez el 7 de agosto de 1967, por el Canal 13 de Buenos Aires, en forma de microprograma diario de 1 minuto de duración, el cual era repetido a lo largo del día en diferentes horarios, llegando posteriormente al cine en formato largometraje. 
La serie es protagonizada por Hijitus, un niño de la calle que vive en un caño sanitario en la ciudad de Trulalá, que es frecuentemente asolada por los planes del villano conocido como Profesor Neurus. Para defender Trulalá y en particular a sus amigos Oaky, Pichichus y Larguirucho (quien se pasa de bando entre los buenos y los malos con asiduidad) Hijitus se transforma en Súper Hijitus, un superhéroe con mucha fuerza y capaz de volar.
Originalmente la serie se había cancelado en 1972, pero se volvieron a producir unos cuantos nuevos episodios en la década de 1990 con gran éxito. En 2010 se repitió la emisión de la serie completa, transmitiéndose hasta el 31 de diciembre de 2014, con elevados índices de audiencia.

## Origen

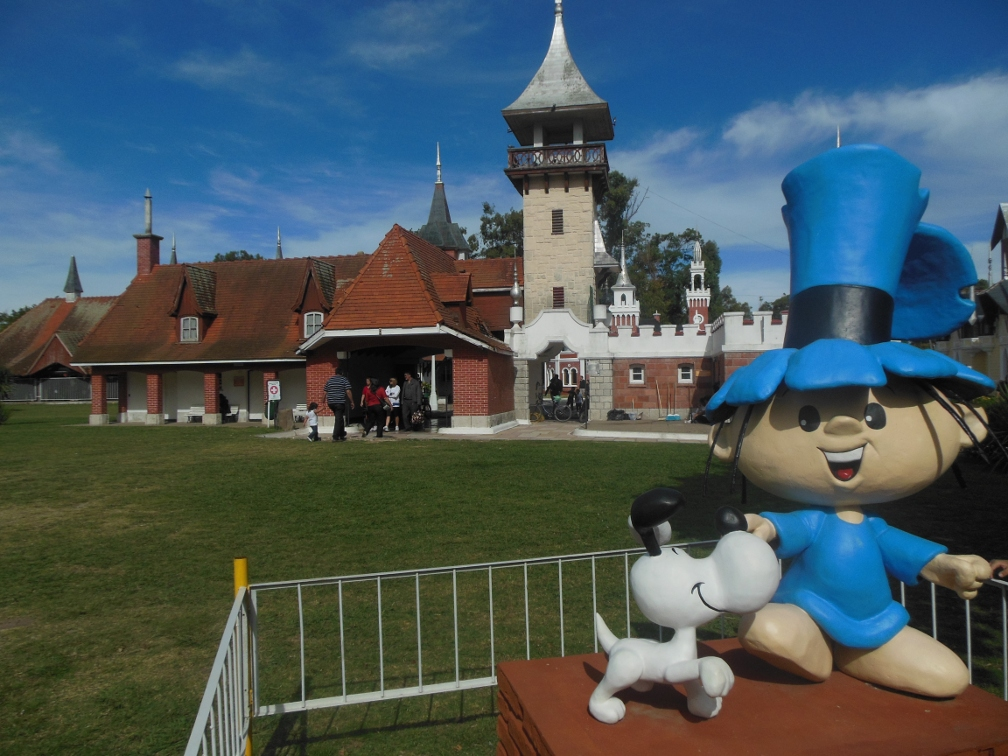
Estatua de Hijitus en la República de los Niños de La Plata

Hijitus nace como un personaje secundario en el contexto de la historieta Las aventuras de Pi-Pío, publicada en septiembre de 1955 en la revista Billiken, publicación en la cual García Ferré colaboraba semanalmente. En dicha versión, Hijitus era presentado como un «chico importado en observación», descendiente de faraones y uno de los habitantes de la populosa Villa Leoncia, ciudad imaginaria en la que transcurrían las aventuras de Pi-Pío, que fue la primera historieta serial concebida por García Ferré.

## Argumento central
Hijitus es un niño de la calle que vive en un caño sanitario en la ciudad de Trulalá (el "cañitus"). Sus amigos son Pichichus (su perro) y Oaky (hijo consentido del hombre más rico y poderoso de la ciudad, Gold Silver).
Trulalá es asolada por el malvado Profesor Neurus, contra quienes la ley, encarnadas por el "Consejo de Ancianos" y la figura del Comisario local, resulta impotente en forma manifiesta.
El grupo de "amiguitus" de Hijitus también está integrado por Larguirucho, un joven atolondrado e ingenuo que reparte su tiempo entre participar de los malévolos planes de Neurus, jugar con Oaky y pedir auxilio a Hijitus, sin tomar conciencia entre el bien y el mal.
Para combatir el mal y especialmente defender a sus amigos, Hijitus se convierte en Super Hijitus, un superhéroe indestructible y con capacidades increíbles, gracias al poder otorgado por su "Sombreritus mágico". El sueño del Profesor Neurus es apoderarse del maravilloso sombrero, y por intermedio de este, controlar Trulalá, e Hijitus estará siempre dispuesto a impedirlo.

## Personajes
- Lista de la extensa galería de personajes creados por Manuel García Ferré para la serie; algunos tuvieron un desarrollo independiente más allá de la serie Hijitus a lo largo del tiempo.

### Protagonistas
- Hijitus/Super Hijitus: Hijitus es un niño pobre que vive en la calle, dentro de un caño sanitario, con su perro Pichichus. Tiene una pandilla de amigos, integrada por Oaky, el propio Pichichus y Larguirucho. Se caracteriza por su sentido de la amistad, la justicia y la solidaridad y por vestir siempre con un sombrero o galera azul desfondado. Hijitus puede convertirse en Super Hijitus, pasando a través del sombrero y diciendo: «Sombrero, sombreritus, ¡conviérteme en Super Hijitus!». Super Hijitus es indestructible y puede volar, enfrentándose con el villano de la serie, el Profesor Neurus. Su expresión preferida es «Ojalita, ojalata, chuculita, chuculata; fufú... y chucu, chucu, chucu, chucu».
- Pichichus: Es el perro y amigo de Hijitus. También puede convertirse en Super Pichichus si pasa por el sombrero de aquel. Es adoptado por Hijitus en la aventura llamada «Un ovni en Trulalá», Hijitus lo defiende de unos perros vagabundos salvajes, convirtiéndose así en la mascota de Hijitus, y su fiel compañero de aventuras. No habla, pero la mayoría de los personajes de la serie comprende sus ladridos.
- Oaky: Es hijo del hombre más rico y poderoso de Trulalá, Gold Silver. Es un bebé, y es el principal amigo de Hijitus. Usa pañales y dos pistolas. Su lema favorito es «Tiro, lío y cosha golda». Es un niño muy malcriado y consentido, lo cual, en más de una ocasión, le llevó a aliarse con Neurus. A pesar de esta tendencia antagónica, Oaky es un niño de buen corazón en el fondo, y muy valiente para su corta edad.
- Anteojito: Es un niño de unos 8 años, que lleva grandes anteojos, (de donde viene su nombre), alegre y positivo, que vive con su tío Antifaz. Tanto Anteojito como Antifaz tuvieron un desarrollo aparte del universo de Hijitus, viviendo en otra ciudad (Villa Trompeta), además de tener su propia revista (Anteojito). No obstante solían aparecer en las aventuras de Hijitus eventualmente.
- Larguirucho: Es amigo de Hijitus e integra su pandilla, pero también participa en los planes del malvado Profesor Neurus, aparentemente sin tener plena conciencia de la maldad de sus actos. Larguirucho se destaca por ser un buen amigo de buenos sentimientos, pero poca inteligencia para distinguir el bien del mal. Su frase favorita cuando lo llaman es responder a su interlocutor con «Blá má fuete, que no te ecucho». Es simpatizante de Boca Juniors.

### Antagonistas
- El Profesor Neurus: Es el principal villano de la serie. Se trata de un científico loco, cuyo objetivo es tomar el poder en Trulalá. Cuenta para ello con sus invenciones y una pandilla integrada por Pucho y Serrucho, a la que eventualmente se suma Larguirucho. Su frase favorita es: «¡Cállate, retonto!». Del Profesor Neurus también es memorable su forma de distribuir el botín obtenido luego de un acto delictivo: «Uno para ií, dos para mí; otro para ti, diez para mí; otro más para ti, todo para mí». El Profesor Neurus utiliza un artilugio monstruoso denominado La Marañaza, para obtener la fortuna del millonario Gold Silver.
  - Pucho: Es un secuaz a las órdenes del Profesor Neurus. Es un típico "reo" porteño de los barrios bajos, que habla en lunfardo y tiene constantemente un «pucho» (cigarrillo) en la boca, el cual se puede transformar en cualquier objeto. Es aficionado al tango y utiliza permanentemente como muletilla para iniciar una frase la expresión «Este que...».
  - Serrucho: Es un secuaz a las órdenes del Profesor Neurus. No habla y se limita a hacer un ruido de serrucho, frotando el canto de su mano contra sus grandes dientes.
- La Bruja Cachavacha: Actúa sola, con la ayuda de su fiel búho Pajarraco. Vive en el campo, en un rancho de estilo gauchesco al que llama «covacha». Busca permanentemente dañar a los habitantes de Trulalá y vuela en escoba.
  - Pajarraco: Búho ayudante y mascota de Cachavacha, puede hablar y es frecuentemente vapuleado por la bruja.

### Personajes secundarios
- El Comisario de Trulalá: Es la autoridad policial de Trulalá, retratado como un hombre del Litoral argentino, con típico acento correntino. Su frase favorita es «¡Marche preso, desacatáu! ¡Yo te v'iá hacer repimporotear en el calabozo!».
- Gold Silver: Padre de Oaky. Millonario de origen inglés o estadounidense, es el hombre más rico de Trulalá, de buen corazón aunque algo ingenuo. Su frase favorita es «Oaky, hijo mío».
- Antifaz: Bondadoso tío de Anteojito el cual, como su nombre lo indica siempre lleva un antifaz sobre su cara. Ambos personajes pertenecen a la Revista Anteojito, interviniendo solo eventualmente en las aventuras de Hijitus.
- (Macanation) El Director del Museo: Es un bondadoso anciano de vastos conocimientos, hincha de San Lorenzo de Almagro, director del museo de Trulalá, que habla con acento inglés o estadounidense. Cada vez que Hijitus tiene una duda, consulta sus enciclopedias.
- El Cabo Lopecito: Asistente y brazo ejecutor de las órdenes del Comisario de Trulalá.
- La vecinita de enfrente: es una pequeña niña que vive frente a la mansión de Oaky, de quien este se encuentra enamorado, sin ser correspondido; es refinada, toca el piano y recibe serenatas por parte de Oaky en su balcón, está enamorada de Hijitus.
- Kechum: Primo rosarino de Pucho que, al enojarse, vibra y provoca terremotos.
- Gutiérrez: El pérfido mayordomo de Gold Silver, que en ocasiones trata de robarle la fortuna a su jefe. No duda, cada tanto, en aliarse con el Profesor Neurus.
- Bodega y Rapiño: Son dos delincuentes representados con bombín, muchas veces se asocian al Profesor Neurus.
- Raimundo: El huérfano más travieso del orfanato de Trulalá, es un niño problemático y maleducado, el cual termina siendo adoptado por Larguirucho. Ambos personajes tendrían su propio desarrollo en la revista Desventuras de Larguirucho.

### Personajes episódicos
- El Boxitracio: Un animal extraño que se creía extinguido, similar a un canguro, con guantes de boxeo, y con tendencia a boxear ante la más mínima amenaza. Aunque apareció en muy pocos episodios, es uno de los personajes más populares y recordados de la serie. Su única forma de expresión era la onomatopeya «Tere quete tere quete ua ua ua».
- Truku: Un robot creado por Neurus para robar bancos, derriba paredes y puertas de hierro.
- El Gran Hampa: Enigmático jefe del Profesor Neurus (aunque finalmente se descubre que no es otro que Serrucho).
- Dedo Negro: Delincuente que puede disfrazarse de cualquier persona, pero sin poder ocultar su pulgar negro.
- Los Aguilotros: Pájaros enemigos de los Boxitracios, ya que los dos pensaban que habían conquistado primero la Isla del Sol, Super Hijitus resolvió el problema, y logró que no estuvieran más en guerra.
- El Dragón Cantor: Es un dragón que cuando canta expele fuego de su boca, ocasionando caos en Trulalá y se va para la frontera.
- El Pingüino Hippie: Es un pingüino que con sus melodías con la guitarra provocaba grandes destrozos.
- El Gato Chimenea: Es un gato malo y astuto. Logra quitarle el sombrero a Hijitus, y transformarse en "Super Chimenea".

## Difusión

### TV
La serie Hijitus fue originalmente emitida por el Canal 13 de Buenos Aires, entre 1967 y 1974, en el formato de microprograma de un minuto de duración, entre las tandas publicitarias de lunes a viernes, y con repeticiones diarias. 
Los fines de semana se emitía el resumen completo de las emisiones semanales en el programa La feria de la alegría, y más tarde en El club de Hijitus.
Precisamente El club de Hijitus fue un programa creado en 1968, y emitido los domingos a las 11:00, también por Canal 13, surgido a raíz del éxito de la serie, y conducido por los animadores Guillermo Lázzaro y Amalia Scaliter.
En el programa se emitía el resumen semanal completo de la serie, y contaba con la presencia del Hada Patricia, los payasos Firulete, Cañito y Carlitos Scazziotta, y actores disfrazados representando los personajes de la serie, como Hijitus, Cachavacha, Larguirucho, Neurus, El Comisario, etc.

### Cine
El 12 de septiembre de 1973 se estrenó en el desaparecido cine Alfil de Buenos Aires el largometraje titulado Las aventuras de Hijitus, largometraje de 82 minutos, surgido como consecuencia del éxito de la serie televisiva.

### DVD
En diciembre de 2008 fue editado el primer box set compuesto por 5 DVD, que recopilan 33 episodios de la serie original, incluyendo extras como tráileres, trivias, galería de personajes, wallpapers, clips musicales y sinopsis. Más tarde salió otra serie de 5 DVD que completa la serie.
Todos los DVD traen audio español 2.0 e imagen 4:3.

## Equipo de realización
Manuel García Ferré formó un equipo de producción inédito en Latinoamérica para la realización integral de la serie, que luego sirvió de base para los diversos largometrajes. 
Bajo su dirección, trabajaron:
- Directores de Animación: Néstor Córdoba, Carlos Alberto Pérez Agüero.

- Animación y Asistencia: Néstor Córdoba, Natalio Zirulnik, Horacio Colombo, Carlos Alberto Pérez Agüero, Norberto Burella, Jorge Benedetti, María Elena Soria, Alberto Grisolía y Hugo Casaglia.

- Fondos: Hugo Csecs, Walter Canevaro.

- Guion: Manuel García Ferré, Inés Geldstein, Néstor D'Alessandro.

- Voces: Néstor D'Alessandro (Hijitus, Serrucho (ruidos), Cachavacha, Dedo Negro, Pichichus y Raimundo), Pelusa Suero (Larguirucho, Profesor Neurus, Pucho, Comisario, Pajarraco, Gold Silver, Gutiérrez, Director del Museo, Boxitracio y algunos peatones de Trulala), Liliana Mamone (Oaky), Mario Gian (Gran Hampa, Serrucho (voz hablada)) Susana Sisto (Vecinita de Enfrente, Varios), Marión Tiffemberg (Anteojito), Pedro Aníbal Mansilla (Antifaz), Enrique Conlazo (Varios)

- Música: Néstor D'Alessandro, Roberto Lar.

- Fotografía: Osvaldo A. Domínguez, Walter Canevaro.

- Sonido: Francisco Busso.

- Montaje: Silvestre Murúa.

## En otros medios

### En la Revista Anteojito (1967-1968)
Estos son los números de edición de Anteojito, con la correspondiente fecha de emisión original de los episodios de Hijitus, presentados como aviso promocional.
- Anteojito 141 del 3/8/1967. Hijitus anuncia su llegada el día 7.
- Anteojito 142 del 10/8/1967. Misma imagen promocional ya sin el anuncio.
- Anteojito 143 del 17/8/1967. Sin publicidad de la serie.
- Anteojito 144 del 24/8/1967. El Telepibe, ícono y mascota de Canal 13 de ese entonces le da la bienvenida a Hijitus.
- Anteojito 145 del 31/8/1967. Sin publicidad de la serie.
- Anteojito 146 del 7/9/1967. Publicidad solo con la cara de Hijitus capturada de su presentación.
- Anteojito 147 del 14/9/1967. Imagen de Neurus ordenando a Larguirucho, Pucho y Serrucho capturar a Hijitus.
- Anteojito 148 del 21/9/1967. Pucho, Larguirucho, Cachavacha y Pajarraco persiguiendo a Hijitus por el castillo.
- Anteojito 149 del 28/9/1967. El castillo embrujado.
- Anteojito 150 del 5/10/1967. El castillo embrujado.
- Anteojito 151 del 12/10/1967. El castillo embrujado.
- Anteojito 152 del 19/10/1967. El castillo embrujado.
- Anteojito 153 del 26/10/1967. La joyería.
- Anteojito 154 del 2/11/1967. La joyería.
- Anteojito 155 del 9/11/1967. La joyería.
- Anteojito 156 del 16/11/1967. La joyería.
- Anteojito 157 del 23/11/1967. El Boxitracio.
- Anteojito 158 del 30/11/1967. El Boxitracio.
- Anteojito 159 del 7/12/1967. El Boxitracio.
- Anteojito 160 del 14/12/1967. El Boxitracio.
- Anteojito 161 del 21/12/1967. ¿?
- Anteojito 162 del 28/12/1967. ¿?
- Anteojito 163 del 4/1/1968. Sombreros diabólicos.
- Anteojito 164 del 11/1/1968. ¿?
- Anteojito 165 del 18/1/1968. El plato volador invade Trulalá.
- Anteojito 166 del 25/1/1968. El plato volador invade Trulalá.
- Anteojito 167 del 1/2/1968. El plato volador invade Trulalá.
- Anteojito 168 del 8/2/1968. Cara de Hijitus.
- Anteojito 169 del 15/2/1968. Cara de Hijitus.
- Anteojito 170 del 22/2/1968. Publicidad de Hijitus igual a la publicada en la número 142.
- Anteojito 171 del 1/3/1968. Cara de Hijitus.
- Anteojito 172 del 8/3/1968. El portaaviones atómico.
- Anteojito 173 del 15/3/1968. El portaaviones atómico.
- Anteojito 174 del 22/3/1968. El portaaviones atómico.
- Anteojito 175 del 28/3/1968. El portaaviones atómico.
- Anteojito 176 del 4/4/1968. Los botines goleadores.

### Carameleras Felfort (1971-1977)
- Carameleras plásticas producidas por la empresa Felfort. Huecas, en su interior contenían caramelos y el diseño de los personajes era realmente atractivo. Se podían conseguir en panaderías y confiterías.

- Hijitus (azul, rojo, amarillo y verde)
- Hijitus en el baúl
- Cachavacha
- Neurus
- Oaky
- Larguirucho (varios colores o camisetas)
- Hada Patricia
- Raimundo
- Buzoncito
- Súper Hijitus
- Pichichus
- Comisario

### Carameleras Felfort (1987-1988)
- Envases de cartón producidos por la empresa Felfort, que contenían caramelos. La ilustración en los envases son de Carlos Pérez Agüero.

Se podían conseguir en panaderías y confiterías.
- Cachavacha / Hijitus
- Petete / Calculín

### Chicle globo Larguirucho (1968)
- Símil colección Jack 1968, pero en color plateado.
- La promoción incluía el eslogan, dicho por Oaky: «Chicle Globo Larguirucho, los que come mi papucho».

### Colecciones Felfort - Jack (1967)
- Trulalá 1967 (figuras de goma blanda)

### Colonias Jennings
- Hijitus
- Oaky
- Calculin
- Larguirucho
- Super Hijitus
- Anteojito

### Champú Jennings
- Hijitus
- Anteojito
- Super Hijitus
- Calculín
- Larguirucho
- Oaky

### Jabones Jenning
- Hijitus
- Petete
- Larguirucho
- Oaky
- Sùper Hijitus
- Calculín

### Plastirama - Cuadritus (1975-1977)
- Hijitus en motito
- Cara de hijitus
- Cachavacha volando en escoba mágica.
- Oaky
- Anteojito y Antifaz